# Niltonia virgilii
Niltonia virgilii is een vliesvleugelig insect uit de familie Colletidae. De wetenschappelijke naam van de soort is voor het eerst geldig gepubliceerd in 1964 door Moure.